# Diode laser

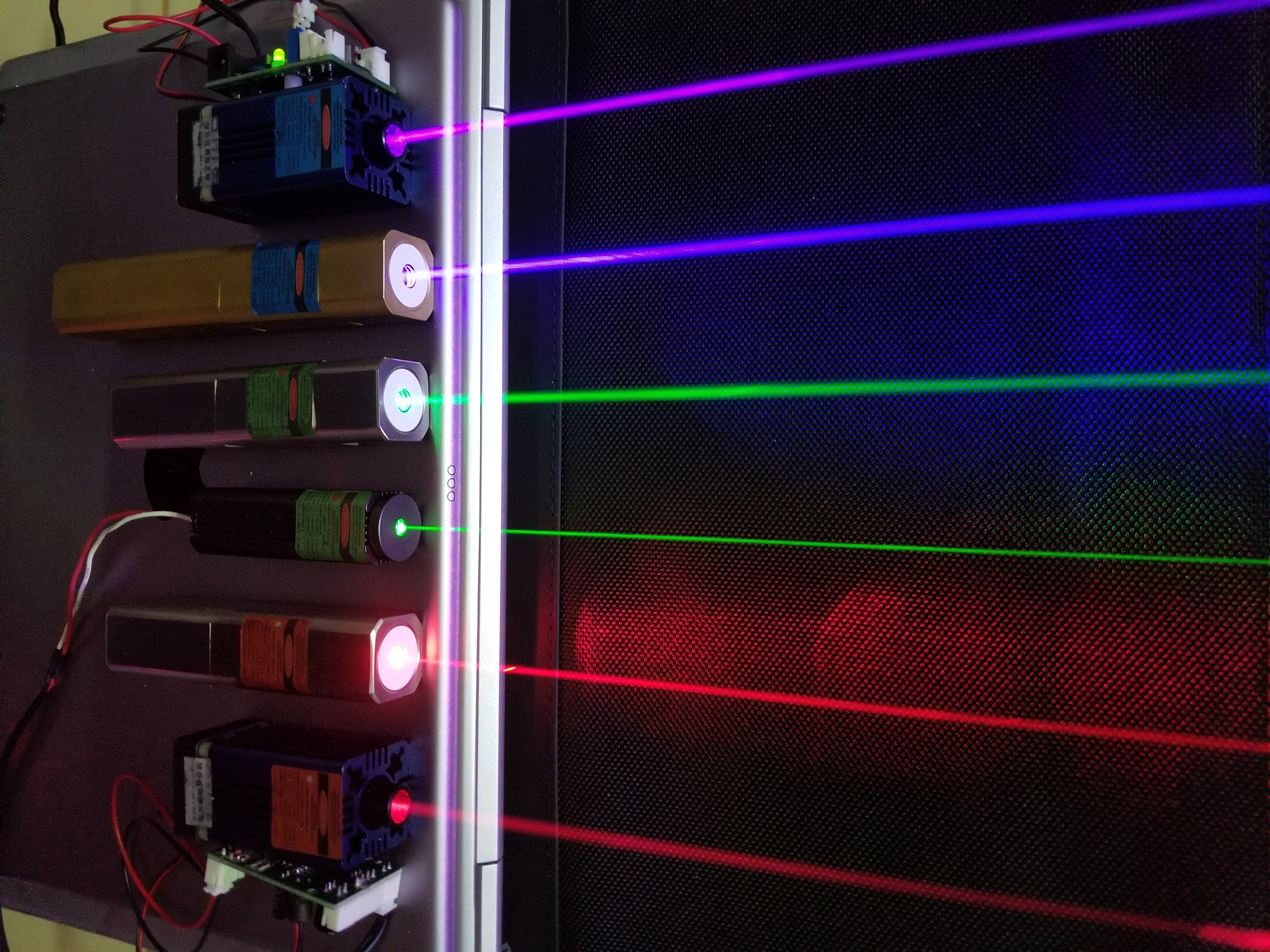
Diode laser

Diode laser một loại laser có cấu tạo tương tự như một diode. Nó có môi trường kích thích là chất bán dẫn dạng p-n nối tiếp của diode. Diode laser hoạt động gần giống với diode phát quang. Nó cũng được gọi là đèn diode nội xạ và được viết tắt là LD hay ILD.

## Nguyên lý hoạt động
Khi ống diode được kích ứng, ví dụ như được đặt dưới hiệu điện thế, các lỗ trống trong phần bán dẫn loại p chuyển qua phần bán dẫn loại n và các electron trong phần bán dẫn loại n sang phần bán dẫn loại p. Khi các electron gặp các lỗ trống, chúng rơi xuống mức năng lượng thấp hơn và bền hơn, giải phóng năng lượng dư thừa qua photon với năng lượng bằng với chênh lệch năng lượng trong và ngoài lỗ trống.
Trong điều kiện thích hợp, các electron và các lỗ trống có thể cùng tồn tại trong cùng một diện tích trong một khoảng thời gian (tính trên phần triệu giây) trước khi chúng sáp nhập. Nếu photon có cùng tần số được phát ra trong khoảng thời gian trên, nó sẽ kích thích sự phát xạ của photon khác, cùng một hướng, cùng độ phân cực và đồng pha với photon đầu tiên.